# Vườn cây Alpen

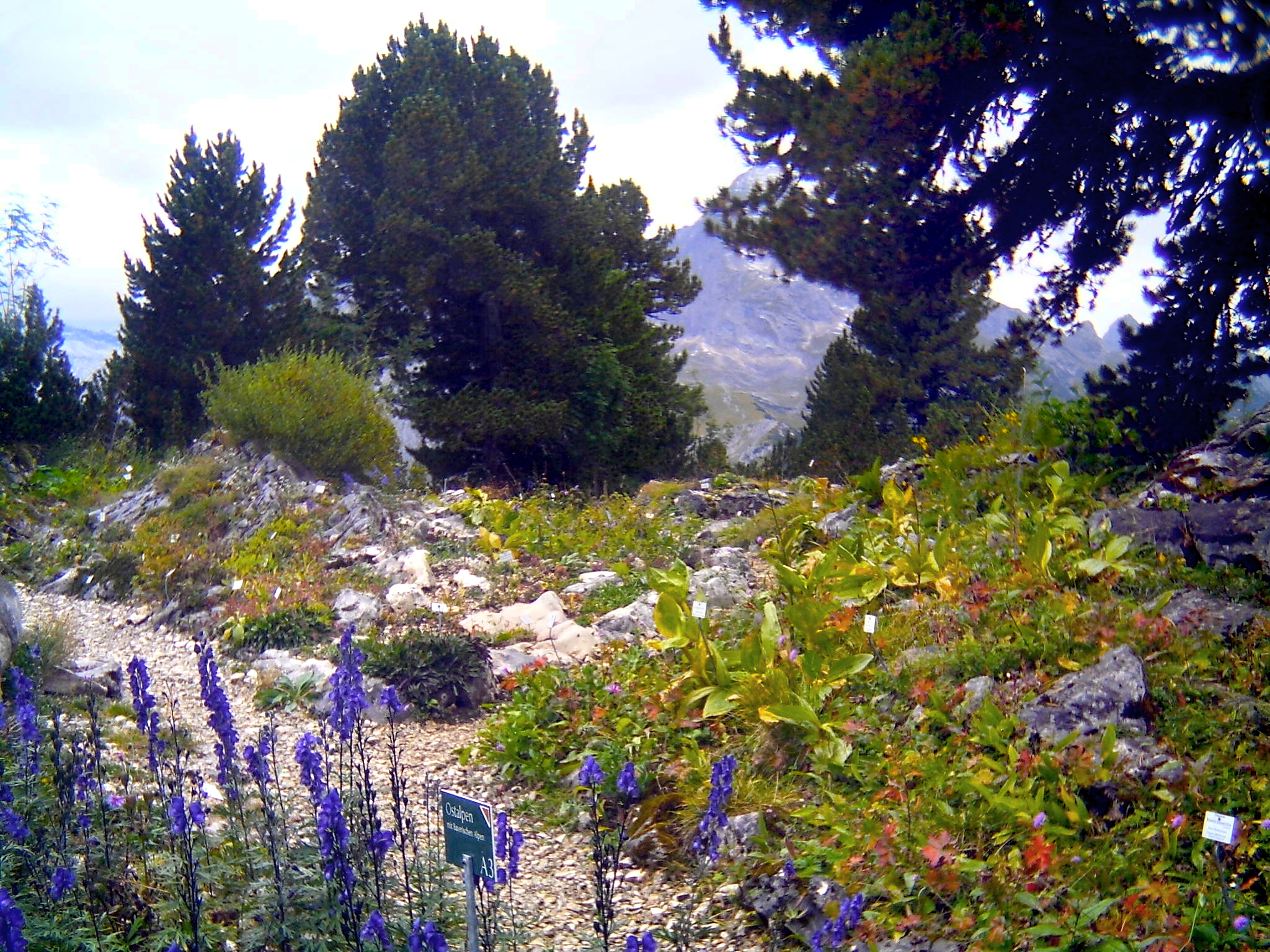
Alpinum tại Schachen gần Garmisch-Partenkirchen

Vườn cây Alpen (tiếng Đức: Alpinum hay Alpengarten) là một vườn đá đặc biệt, chủ yếu trồng các thực vật từ vùng núi Anpơ và các vùng núi cao khác khắp thế giới. Vườn cây Alpen phần lớn là vườn với các tảng đá, núi đá tương tự như ở khu vực núi cao. Các thực vật vùng núi cao được trồng giữa các khe, lỗ hở của các tảng đá.
Vườn cây Alpen đầu tiên được tạo nên vào cuối thế kỷ 16 bởi Carolus Clusius, nhà thực vật học hoàng gia của vua Maximilians II ở Viên. Vườn cây Alpen đầu tiên trên một vùng núi cao là vườn của Anton Kerner von Marilaun 1875 tại Blaser thuộc Tirol với độ cao là 2195 m.
Những thực vật tiêu biểu tại một Alpinum:
- Mannsschild (Androsace spp.)
- Glockenblumen (Campanula spp.)
- Nelken (Dianthus spp.)
- Enziane (Gentiana spp.)
- Kugelblumen (Globularia spp.)
- Hoa nhung tuyết (Leontopodium alpinum)

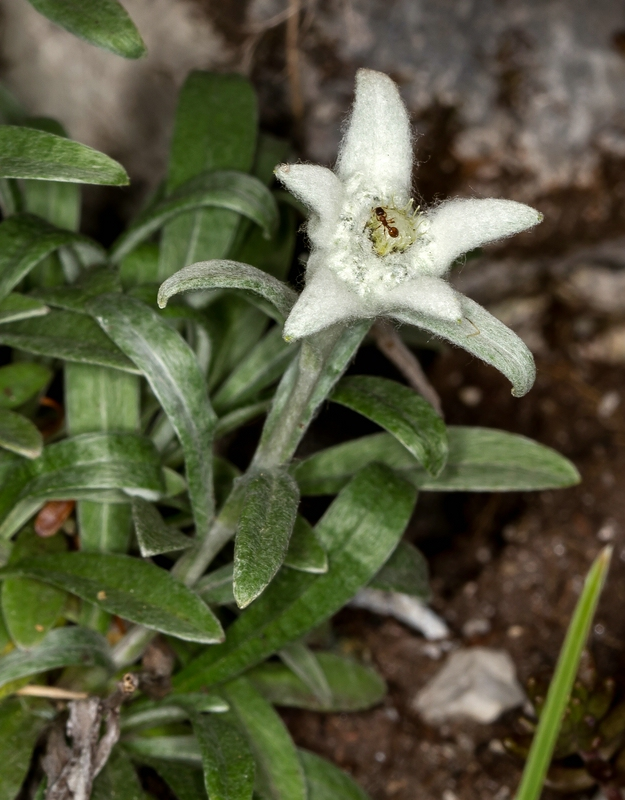
Alpen-Edelweiß (Hoa nhung tuyết) tại Villacher Alpe

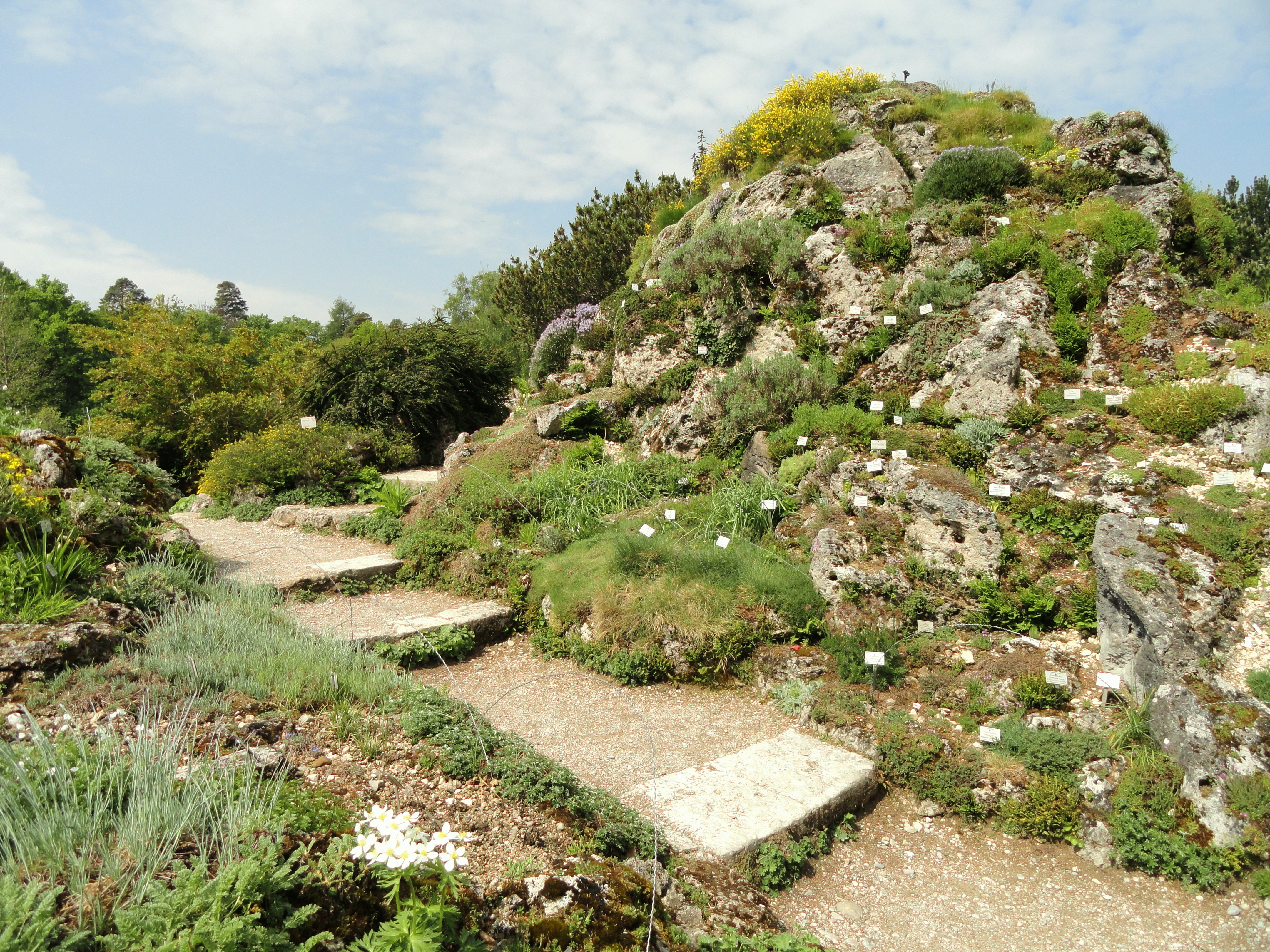
Alpium ở vườn bách thảo München-Nymphenburg

- Kuhschellen (Pulsatilla spp.)
- Chi Anh thảo (Primula spp.)
- Hahnenfuß (Ranunculus spp.)
- Saxifraga (Saxifraga spp.)